# باب جديد (سور جدة)
باب جديد أحد أبواب سور جدة الثمانية، يقع باب مكة في منطقة جدة التاريخية وسط مدينة جدة غرب المملكة العربية السعودية، بني باب جديد في مطلع العهد السعودي، ويرجع أن البنائ كان في نهاية الثلاثينات أو بداية الأربعينات من القرن العشرين الميلادي، يعد باب جديد آخر البوابات التي بنيت على السور، ويقع في القطاع الشمالي من السور شرق بوابة المدينة في مواجهة بيت الهزازي، الباب عبارة عن بوابة مزدوجة تتسع كل واحدة منها لمرور السيارات بسهولة ويسر.